# 梅爾羅斯 (明尼蘇達州)
梅爾羅斯（英語：Melrose）是一個位於美國明尼蘇達州斯特恩斯縣的城市。

## 人口
根據2020年美國人口普查的數據，梅爾羅斯的面積為8.56平方千米，當中陸地面積為8.22平方千米，而水域面積為0.34平方千米。當地共有人口3602人，而人口密度為每平方千米421人。